# كابيتول ريكوردز
كابيتول ريكوردز هي شركة تسجيلات أمريكية، تأسست في 1942، يقع مقرها في هوليوود، ولوس أنجلوس، تم تأسيسها بواسطة جوني ميرسير (ملحن)، وBuddy DeSylva ‏.

## روابط خارجية
- تسجيلات كابيتول على موقع الموسوعة البريطانية (الإنجليزية)
- تسجيلات كابيتول على موقع قاعدة بيانات برودواي على الإنترنت (الإنجليزية)